# イトマキエイ
イトマキエイ（糸巻鱝、学名: Mobula mobular）は、トビエイ目イトマキエイ科イトマキエイ属に分類されるエイ。

## 形態
体盤幅は3.5 m程で、近似種のオニイトマキエイに比べて小柄であり、口の脇にある鰭（頭鰭）も小さい。全般的にオニイトマキエイよりも体も尾も細く、尾はかなり長い。
尾の付け根部分にエイ特有の毒針があるが、アカエイ類やトビエイ類ほど大きくなく、毒性もそれほどではない。
体盤幅5.2 mの個体の記録があるが、おそらくオニイトマキエイの誤認。イトマキエイ科では唯一尾棘を持つと言われる。

## 分布と生息地
暖海性のエイで、日本では、千葉県以南の太平洋一帯に生息する。地中海に最も多く、東大西洋、アイルランド南西海岸沖、ポルトガル南部、太平洋中部および西部にも分布する。地中海では、東部とアドリア海に多い。レバント海で大規模な群れが観察されており、繁殖地である可能性がある。
沖合から浅海まで生息し、水深数千mの深海でも見られる。通常小さな群れで見られるが、大規模な群れを形成することもある。イタリア国立環境保護研究研究所が行ったバイオロギング調査では、ほとんどの時間は水深50 m以浅の表層で過ごし、時に水深600 - 700 mの深海へ潜ると分かった。20 - 29 °Cの温かい環境を好む。他の観察では、本種は最大18尾の群れを作っていた。その観察では温かい海域を求め、季節とともに移動していることが示された。

## 生態
外洋の表層を単独あるいは群れで遊泳する。主なえさは小魚やオキアミなどのプランクトンで、口を開けて海水ごと吸い込み、口の中の鰓でこしとって食べる。磯や、珊瑚礁の側にも寄ってきて、小魚たちに体表に付いた寄生虫やゴミなどを食べてもらったりもする。
平均寿命は20年。卵胎生で、産仔数は1と、繁殖力が非常に低い。今後60年間で個体数が少なくとも50%減少すると予測されている。

## 人間との関係
食用とされたり、皮革が利用されることもある。鰓板が漢方薬になると信じられていることもある。
食用や薬用目的の漁業、漁業による混獲などにより、生息数は減少している。繁殖力が低く、環境の変化に対し脆弱である。また混獲による死亡率も高い。沿岸開発による幼魚の成育場所の破壊、海洋汚染、原油流出、船舶との衝突、気候変動などによる影響も懸念されている。2017年にイトマキエイ属単位で、ワシントン条約附属書IIに掲載されている。
MLBのタンパベイ・レイズの旧名タンパベイ・デビルレイズのデビルレイはイトマキエイのことであり、本拠地のあるセントピーターズバーグが面しているタンパ湾にイトマキエイが多く生息していることに由来していた。